# Åda
Åda är en bebyggelse norr om Trosa öster om Åda säteri i Trosa kommun. Mellan 2015 och 2020 avgränsade SCB här en småort. Vid avgränsningen 2020 hade antalet bofastas ökat så den då klassades som en tätort.

## Befolkningsutveckling
| Befolkningsutvecklingen i Åda 2015–2020 | Befolkningsutvecklingen i Åda 2015–2020 | Befolkningsutvecklingen i Åda 2015–2020 | Befolkningsutvecklingen i Åda 2015–2020 | Befolkningsutvecklingen i Åda 2015–2020 |
| --------------------------------------- | --------------------------------------- | --------------------------------------- | --------------------------------------- | --------------------------------------- |
|                                         |                                         |                                         |                                         |                                         |
| År                                      |                                         |                                         | Folkmängd                               | Areal (ha)                              |
| 2015                                    | 2015                                    |                                         | 132                                     | 31#                                     |
| 2020                                    | 2020                                    |                                         | 215                                     | 58                                      |
| Anm.: # Som småort.                     |                                         |                                         |                                         |                                         |